# Imjin Gak
Imjin Gak (임진각) est un parc sud-coréen situé près de la rivière Imjin, dans la ville de Paju.

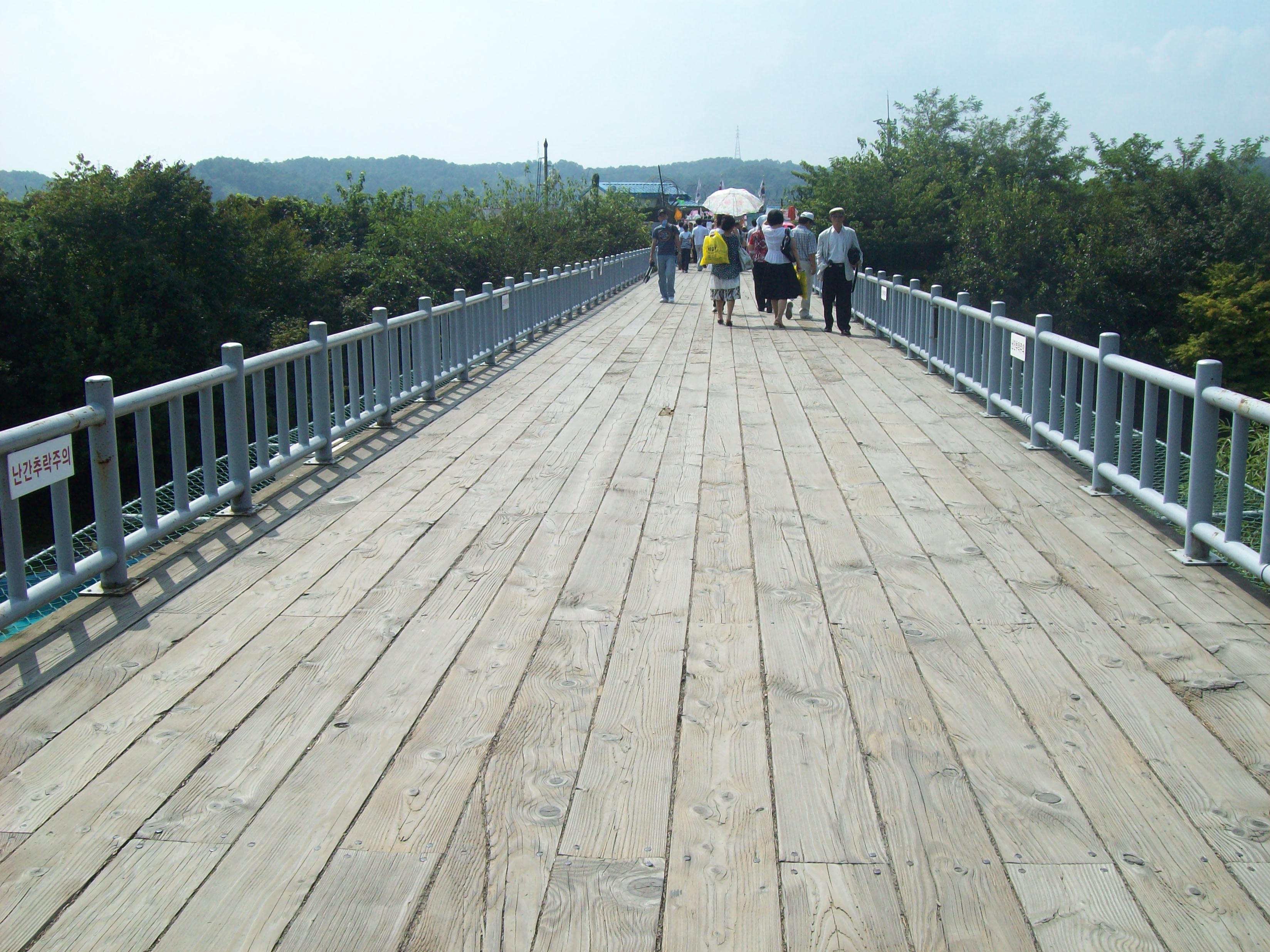
Bridge of Freedom

Ce parc présente de nombreuses statues et monuments à propos de la guerre de Corée, notamment le "Bridge of Freedom" (Pont de la Liberté) qui, s'il n'est pas construit au-dessus de la rivière Imjin, est l'un des ponts utilisés par les réfugiés nord-coréens.